# Nowokałtajewo
Nowokałtajewo (ros. Новокалтаево) – wieś (dieriewnia) w Rosji, w Baszkortostanie, w rejonie kujurgazińskim. W 2010 liczyła 118 mieszkańców.